# Uig
Pour les articles homonymes, voir UIG.

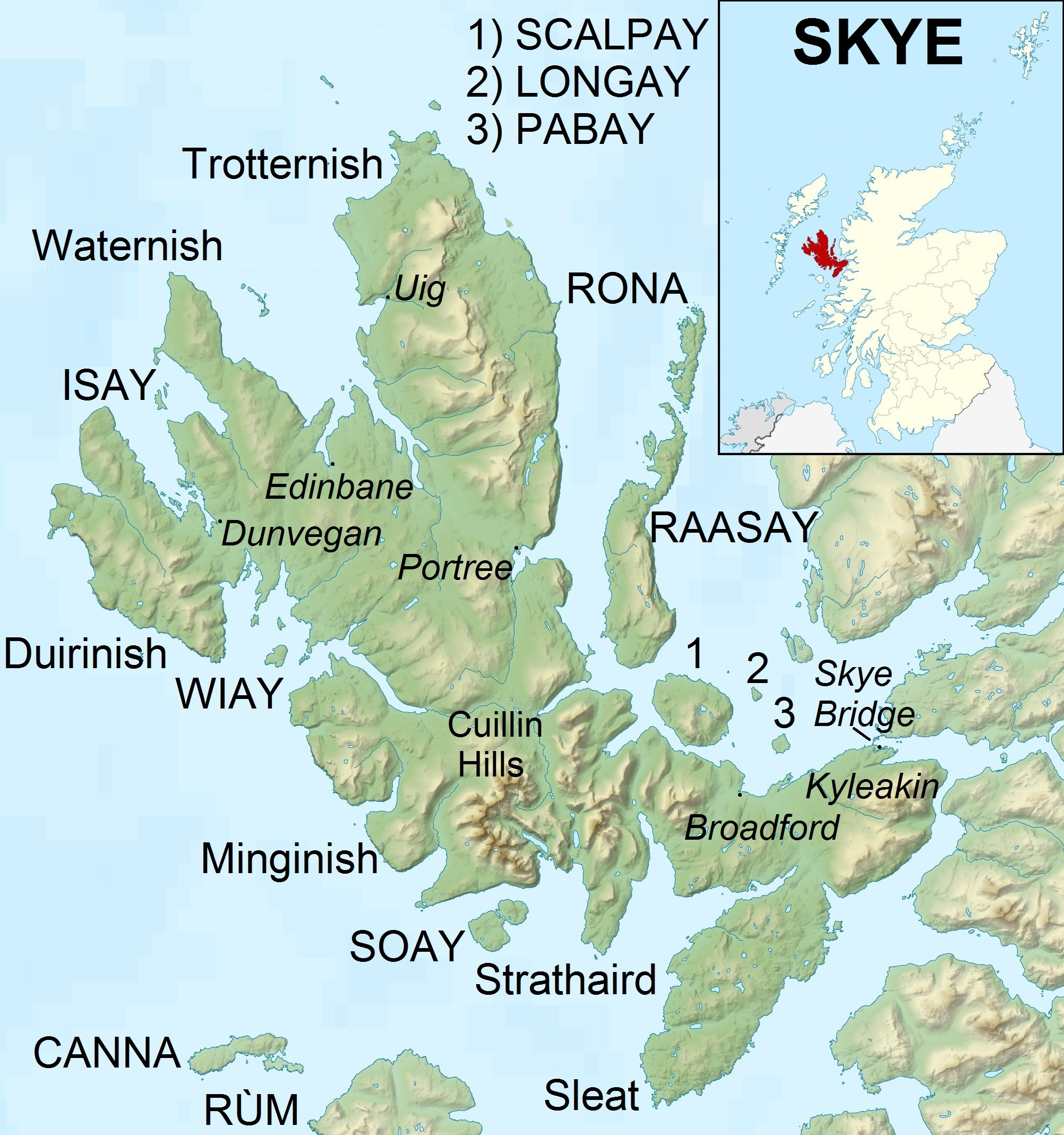
Carte de l'île de Skye montrant Uig

Uig est un village d'Écosse situé au fond d'une baie abritée, près de la pointe nord de l'Île de Skye.
C'est le point de départ de ferries pour Tarbert sur l'île Harris et pour Lochmaddy sur l'île North Uist, reliant ainsi les Hébrides extérieures.

## Galerie

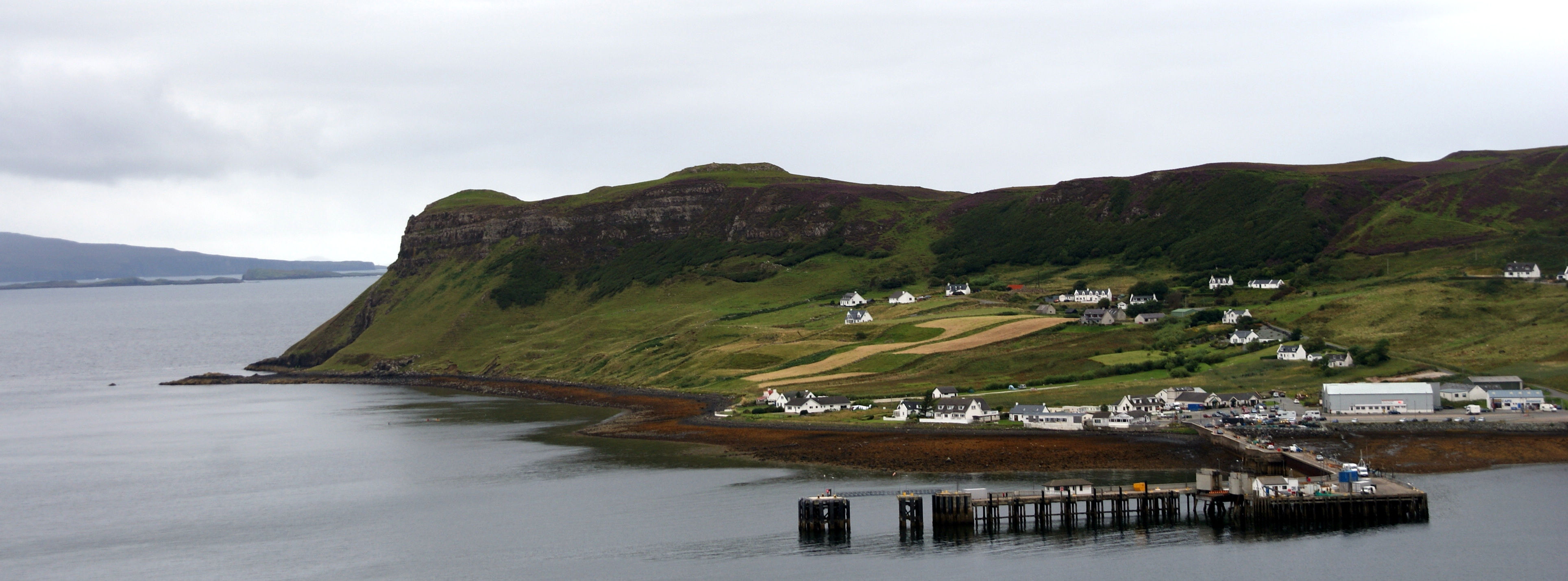
Uig en 2011.
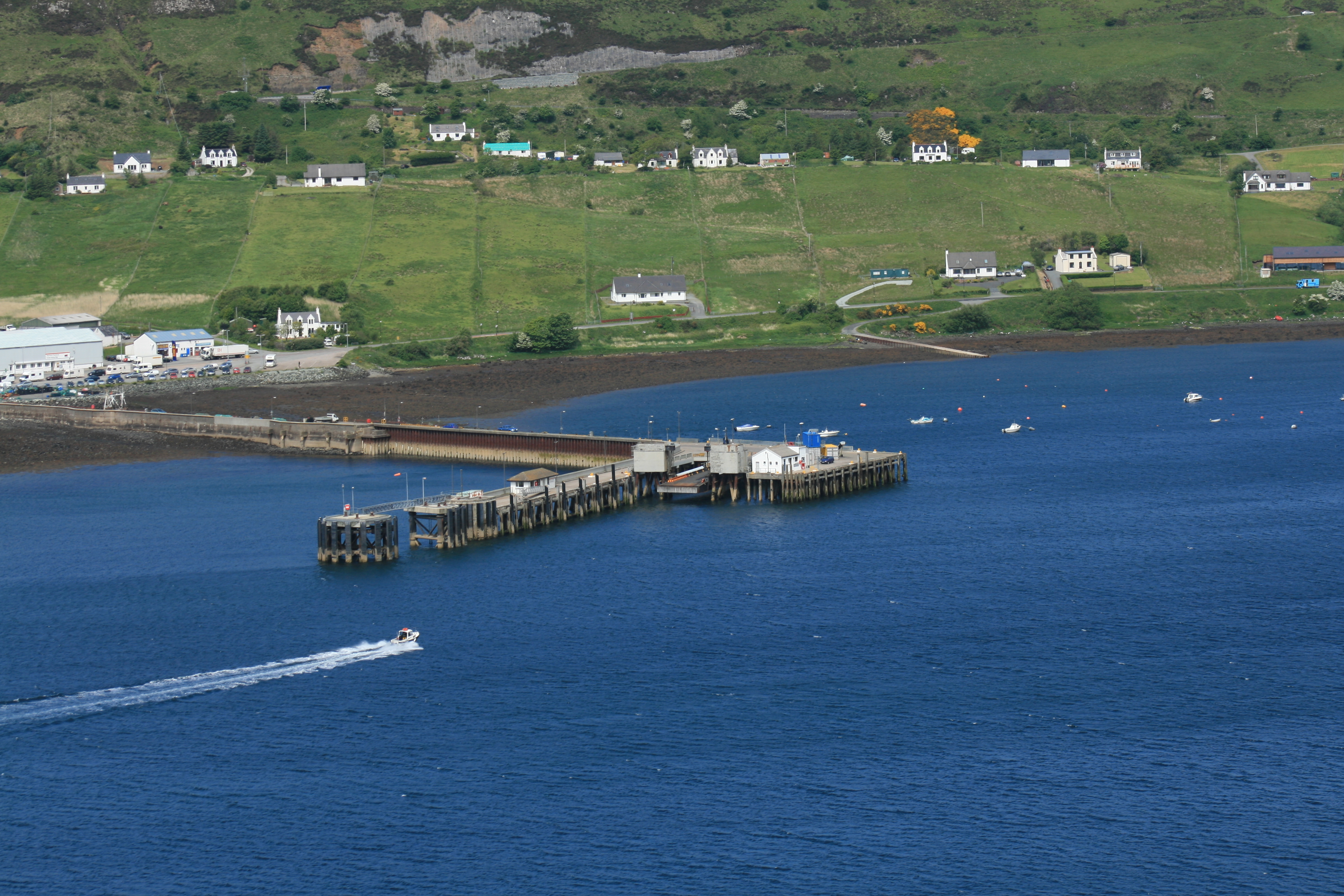
Port et jetée de Uig.
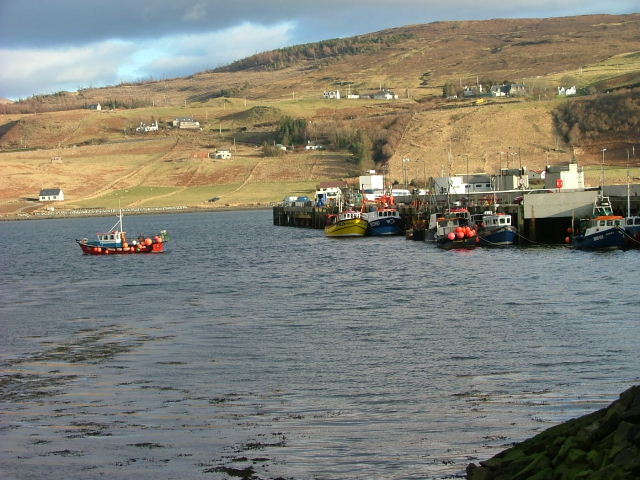
Jetée de Uig.